# Luch 5V
O Luch 5V é um satélite de comunicação geoestacionário russo construído pela ISS Reshetnev (ex NPO Prikladnoi Mekhaniki, NPO PM). Ele está localizado na posição orbital de 95 graus de longitude leste e é de propriedade da Agência Espacial Federal Russa (Roscosmos). O satélite foi baseado na plataforma Express-1000A e sua expectativa de vida útil é de 10 anos.

## Lançamento
O satélite foi lançado com sucesso ao espaço no dia 28 de abril de 2014 às 10:25 UTC, por meio de um veículo Proton-M/Briz-M a partir do Cosmódromo de Baikonur, no Cazaquistão, juntamente com o satélite KazSat 3. Ele tinha uma massa de lançamento de 1148 kg.